# 燕襄公
燕襄公（？—前618年），中國春秋時期的燕國君主，燕莊公之子。在位40年。
燕莊公三十三年（周惠王十九年，前658年）卒，子襄公即位。襄公四十年（周頃王元年，前618年）卒，子燕桓公即位。